# Acanthoderes latevittata
Acanthoderes latevittata är en skalbaggsart som beskrevs av Aurivillius 1921. Acanthoderes latevittata ingår i släktet Acanthoderes och familjen långhorningar. Inga underarter finns listade i Catalogue of Life.